# Paweł Silbert
Paweł Jan Silbert (ur. 7 lutego 1962 w Kamiennej Górze) – polski samorządowiec, od 2002 prezydent Jaworzna.

## Życiorys
Ukończył Wyższą Szkołę Zarządzania Marketingowego i Języków Obcych w Katowicach na kierunku zarządzanie i marketing (studia magisterskie). Ukończył następnie studia podyplomowe na Akademii Górniczo-Hutniczej w Krakowie w zakresie zarządzania funduszami Unii Europejskiej oraz na Uniwersytecie Jagiellońskim w zakresie retoryki.
W 1998 uzyskał mandat radnego Jaworzna. Na skutek pierwszych bezpośrednich wyborach samorządowych w 2002 został prezydentem miasta. W następnych wyborach w 2006 skutecznie ubiegał się o reelekcję. W drugiej turze, zdobywając ponad 55% głosów, pokonał Tadeusza Fudałę z LiD. Cztery lata później uzyskał reelekcję w pierwszej turze. W 2014 i 2018 był wybierany na kolejne kadencje odpowiednio w drugiej i pierwszej turze głosowania. W drugiej turze wyborów w 2024 został wybrany na szóstą kadencję.
Bezpartyjny, stanął na czele stowarzyszenia Jaworzno Moje Miasto (powołanego w 2002, z jego ramienia za każdym razem kandydował na prezydenta miasta). Został też członkiem NSZZ „Solidarność”. Żonaty, ma syna.

## Odznaczenia
Otrzymał Złoty (2015) i Srebrny (2011) Krzyż Zasługi. W 2021 odznaczony Krzyżem Kawalerskim Orderu Odrodzenia Polski.